# デルタの夜明け
「デルタの夜明け」（原題： Delta Dawn）は、タニヤ・タッカーが1972年に発表したデビュー・シングル。ヘレン・レディのカバー・バージョン（1973年、全米1位）で主に知られる。

## 概要
1950年代から60年代半ばにかけて姉のローリー・コリンズとともに「ザ・コリンズ・キッズ」というロカビリー・デュオで活動していたラリー・コリンズと、アレックス・ハーヴェイが作詞作曲した。かつて人々から「Delta Dawn」と呼ばれ崇められたテキサス州ブラウンズビル出身のサザン・ベル。彼女は現在41歳になったが、若い頃彼女に求婚した "Mysterious dark-haired man" の幻影にとりつかれ、スーツケースを持ったまま街をさまよい歩く。
作者のアレックス・ハーヴェイは1971年に発表したアルバム『Alex Harvey』においてレコーディング。これがオリジナル・バージョンとされる。
1972年、当時13歳のタニヤ・タッカーはコロムビア・レコードと契約。プロデューサーのビリー・シェリルは「The Happiest Girl in the Whole U.S.A.」をタッカーのデビュー曲として考えていたが、タッカーはトーク番組『ザ・トゥナイト・ショー』でベット・ミドラーが歌っているのを聞き、「デルタの夜明け」にしたいと主張した。同年5月、シングルA面として発表。ビルボード・Hot 100で72位、カントリー・チャートで6位を記録した。
1973年、ヘレン・レディのプロデューサーを務めていたトム・カタラーノは、タッカーのバージョンに似せたアレンジのインストゥルメンタル・トラックを作りバーブラ・ストライサンドに歌わせようとした（編曲はアル・キャップス）。しかしストライザンド側が断ったため、レディが歌うことになった。同年6月にシングルA面として発表され、ビルボード・Hot 100で1位、イージーリスニング・チャートで1位、カナダRPMで1位、オーストラリアで1位、キャッシュボックス誌で1位を記録し大ヒットとなった。ビルボードの1973年の年間チャートでも14位を記録した。シングルのB面はポール・ウィリアムズが書いた「友達ならば（If We Could Still be Friends）」。

## その他のバージョン
- ウェイロン・ジェニングス - 1972年9月発表のアルバム『Ladies Love Outlaws』に収録。
- ロレッタ・リン - 1972年10月発表のアルバム『Here I Am Again』に収録。
- ベット・ミドラー - 1972年11月発表のアルバム『The Divine Miss M』に収録。1973年5月にシングルカットされた[5]。
- キティ・ウェルズ - 1972年のアルバム『I've Got Yesterday』に収録。
- ナット・スタッキー - 1972年のアルバム『Is It Any Wonder That I Love You』に収録。
- テレサ・ブリュワー - 1973年のアルバム『Music, Music, Music』に収録。
- スコット・ウォーカー - 1974年のアルバム『We Had It All』に収録。
- シルヴィ・ヴァルタン - 1974年のシングル「L'Amour Au Diapason」のB面。フランス語詞で歌われる。タイトルは「Toi Le Garçon」[6]。
- ミー・ファースト・アンド・ザ・ギミー・ギミーズ - 2004年のライブ・アルバム『Ruin Jonny's Bar Mitzvah』に収録。
- さこみちよ - 2007年のシングル「千の風になって」に収録。タイトルは「私は歌う（DELTA DAWN）」。